# Shanhaiguan
Shanhaiguan, tidigare känt som Shanhaikwan, är stadsdistrikt i Qinhuangdaos stad på prefekturnivå i norra Kina. Det är beläget vid ett 4 km. brett pass mellan bergen i väster och havet och vid den strategiska porten Shanhaipasset i kinesiska muren omkring 280 kilometer öster om huvudstaden Peking.

## Historia
1644 stod här Slaget om Shanhaiguan där generalen Wu Sangui tog hjälp av  manchurerna för att bekämpa rebellen Li Zicheng. Slaget ledde till Mingdynastins fall och att Qingdynastin tog makten över Kina.
Shanhaiguan var senare södra gränsen för den ryska intressesfären, sådan den bestämdes genom en konvention mellan Storbritannien och Ryssland 28 april 1899, och en viktig gränsstation. Därvarande befästningar, vilkas uppgift är att skydda nämnda förbindelser och hindra landstigning på kusten, bestod av fem fort.
Guldbron som installerades i Slussen i Stockholm år 2020 tillverkades i Shanhaiguan och slutmonterades i Zhongshan.

## Källa
Den här artikeln är helt eller delvis baserad på material från Nordisk familjebok, Schanhai-kwān, 1904–1926.